# Навський Великдень
Навський Великдень — народне свято на Київщині, Поділлі та на Лівобережжі, що відзначається у четвер перед Великоднем. За віруванням Бог тричі на рік відпускає мерців з «того світу»: перший раз у Чистий четвер, другий раз, коли квітують жита, і третій раз на Спаса. У Чистий четвер померлі збираються на службу біля церкви, не бояться хреста чи молитви і можуть задушити живу людину. Щоб уникнути небезпеки, люди обливаються водою. Після трьох ударів дзвону мерці заходять до церкви, де служить покійний священик. Після служби вони христосуються та повертаються на цвинтар.

## Варіант свята на Херсонщині
На Херсонщині аналогічне свято — Мертвецький Великдень — відзначають у Жиловий понеділок, перший понеділок Великого посту.  За повір’ям, якщо залишити шматок вареника за губою, можна побачити відьму. Один чоловік випадково потрапив на службу мерців, які вимагали у нього вареника, але зникли після співу півня. Про це свято у 1834 р. Григорій Квітка-Основ'яненко в збірці «Малороссийские повести, рассказываемые Грыцьком Основьяненком» видав оповідання "Мертвецький Великдень" .